# Phnôm Pênh sụp đổ
Sự kiện 17 tháng 4 năm 1975 hay ngày Phnôm Pênh sụp đổ (Fall of Phnom Penh - theo báo chí phương Tây) là sự kiện chấm dứt Nội chiến Campuchia khi Quân đội Campuchia Dân chủ tiến vào Phnôm Pênh, thủ đô của Cộng hòa Campuchia, lật đổ chính phủ thân Mỹ của Sak Sutsakhan. Quân Khmer Đỏ tiến vào Phnôm Pênh mà không gặp quá nhiều kháng cự khi lực lượng quân đồn trú ở đây đã rút đi từ nhiều ngày trước, kể từ khi bắt đầu bị bao vây. Chính phủ Hoa Kỳ cũng đã mở Chiến dịch Eagle Pull, quyết định di tản toàn bộ người Mỹ và những người Campuchia làm việc cho họ.
Phần lớn sĩ quan cấp cao, tướng lĩnh quân đội trong Chính phủ Cộng hòa Campuchia mắc kẹt lại ở Phnôm Pênh đã bị chính quyền chiếm đóng đưa đi hành quyết tại Sân vận động Olympic. Lực lượng Khmer Đỏ cũng tiến hành việc di tản có hệ thống hầu hết dân cư thủ đô về vùng nông thôn, lập nên những trại lao động cưỡng bức. Đó mới chỉ là mở đầu cho những chuỗi ngày đen tối nhất trong lịch sử nước này.

## Bối cảnh lịch sử
Đầu năm 1975, Cộng hòa Campuchia chỉ còn kiểm soát vỏn vẹn thủ đô Phnôm Pênh và một vài thị trấn nhỏ dọc theo sông Mê Kông, nơi có tuyến đường huyết mạch cung cấp phần lớn lương thực và đạn dược từ chính quyền Việt Nam Cộng hòa. Đối với quân Khmer Đỏ, thay vì tiếp tục hành quân về Phnôm Pênh theo kế hoạch, họ quyết định tấn công vào những khu vực này nhằm cắt đứt con đường tiếp viện của địch. Ngày 12 tháng 1 năm 1975, quân Khmer Đỏ tấn công Neak Luong, tiền đồn phòng thủ chiến lược của Quân đội Hoàng gia Campuchia trên sông Mê Kông. Ngày 27 tháng 1, bảy chiếc tàu tan tác cập bến Phnôm Pênh, khi những thủy thủ đoàn tàu hộ tống còn sống sót sau một cuộc tấn công cách biên giới Việt Nam Cộng hòa 100 kilômét. Ngày 3 tháng 2 một chiếc tàu hộ tống khác đang xuôi dòng về cửa sông thì dính phải thủy lôi của Khmer Đỏ ở Phú Mỹ, cách Phnôm Pênh 74 kilômét. Mặc dù Hải quân Quốc gia Campuchia lúc bấy giờ hoàn toàn có khả năng gỡ thủy lôi, nhưng do quân Khmer Đỏ đang đóng quân dày đặc và kiểm soát hoàn toàn hai bờ sông nên việc gỡ mìn là bất khả thi, thêm nữa lại rất tốn kém.:102-4 Lực lượng Hải quân Campuchia mất tới một phần tư số tàu chiến và có tới 70 phần trăm binh lính trên tàu bị thương hoặc bị giết.:347
Ngày 17 tháng 2, chính quyền Cộng hòa Khmer hủy bỏ hoàn toàn kế hoạch tái chiếm con đường tiếp viện trên sông Mê Kông. Như vậy, từ thời điểm đó trở đi, tất cả nhu yếu phẩm cung cấp cho chính quyền Phnôm Pênh đều được thực hiện bằng những chiến dịch không vận qua Sân bay Pochentong.:105 Chính phủ Hoa Kỳ nhanh chóng triển khai kế hoạch không vận nhằm mang thức ăn, nhiên liệu và đạn dược đến Phnôm Pênh. Tuy nhiên, những hỗ trợ này gặp phải những giới hạn nhất định do vấp phải những điều khoản trong Tu chính án Case–Church,:347 Bird Air, hãng hàng không có hợp đồng với quân đội Hoa Kỳ, đã điều động một đội bay hỗn hợp gồm nhiều máy bay vận tải C-130 và DC-8 tham gia hỗ trợ tiếp tế. Ước tính, những chiếc máy bay này đã bay đến Pochentong 20 lần một ngày từ sân bay U-Tapao.:105
Ngày 5 tháng 3, một lực lượng pháo binh Khmer Đỏ ở Toul Leap (tây bắc Phnôm Pênh) đã pháo kích vào sân bay Pochentong, nhưng Quân đội Hoàng gia đã đánh bật họ đồng thời tái chiếm Toul Leap vào ngày 15 tháng 3. Tuy vậy, lực lượng Khmer Đỏ vẫn tiếp tục tiến gần hơn về phía tây bắc thủ đô và nhanh chóng lên kế hoạch pháo kích phi trường Pochentong một lần nữa. Ngày 22 tháng 3, một loạt đạn rocket nã xuống sân bay đã bắn hạ hai chiếc phi cơ tiếp tế của Mỹ, buộc Đại sứ quán Mỹ phải ra tuyên bố tạm ngưng chiến dịch hỗ trợ kể từ ngày 23 tháng 3 cho đến khi tình hình an ninh được đảm bảo. Ở chiều ngược lại, nhận thấy rõ nguy cơ chính phủ Campuchia sẽ nhanh chóng sụp đổ nếu không có viện trợ từ Hoa Kỳ, ngày 24 tháng 3, chiến dịch không vận tiếp tục được thực hiện bất chấp tuyên bố trước đó của Đại sứ quán Hoa Kỳ. Họ cũng tăng cường thêm số lượng máy bay sẵn có cho chiến dịch.:105:358 Cả chính phủ Hoa Kỳ và chính quyền Phnôm Pênh đều nuôi hy vọng cố gắng kiểm soát tình hình với mục đích kéo dài thời gian sang mùa mưa khi giao tranh trở nên ít căng thẳng hơn.:356